# Acer velutinum
Acer velutinum é uma espécie de árvore do gênero Acer, pertencente à família Aceraceae.